# Marie-Thérèse de Savoie (1756-1805)
Pour les articles homonymes, voir Marie-Thérèse de Savoie (1803-1879).
Signature
Marie-Thérèse de Savoie, née au palais royal de Turin le 31 janvier 1756 et morte à Graz le 2 juin 1805, est une princesse italienne de la maison de Savoie. Par son mariage avec Charles-Philippe de France, petit-fils du roi Louis XV, elle devient de fait comtesse d'Artois. Belle-sœur de Marie-Antoinette d'Autriche, elle sera la mère des tout derniers héritiers directs de la maison de Bourbon, car seul une génération après, le rameau direct s'éteint. Elle émigrera en Italie durant la Révolution. 

## Biographie

### Enfance
Marie-Thérèse de Savoie est la fille de Victor-Amédée III de Sardaigne, il est duc de Savoie et roi de Sardaigne, et de l'infante Marie-Antoinette d'Espagne. Elle naît au palais royal de Turin, sous le règne de son grand-père, Charles-Emmanuel III de Sardaigne, et elle sera la troisième fille du couple. Elle est élevée avec sa sœur Marie-Joséphine de Savoie, qui la suivra en France lorsqu'elles seront mariées toutes deux à deux petit-fils du roi Louis XV. 

### Mariage
En 1771, sa sœur aînée épouse donc Louis-Stanislas-Xavier de France, comte de Provence, qui est le frère cadet du dauphin Louis-Auguste de France. Le 16 novembre 1773, Marie-Thérèse, à son tour, épouse un petit-fils de Louis XV : Charles-Philippe de France, comte d'Artois. Ainsi, elle devient la belle-sœur de sa propre sœur Marie-Joséphine. Les noces ne semblent convenir aux époux, puisque le comte devait épouser la pétillante Mademoiselle de Condé. 
Quant à Marie-Thérèse, elle reste muette et lasse durant les fêtes organisées. Sa sœur lui avait pourtant vanté les délices de la cour de France et de son fiancé. Réputée plutôt laide, fade et très timide, Marie-Thérèse fait pâle figure à côté d'un mari brillant et enjoué, et surtout frivole. Peu de temps après les festivités, celui-ci part pour Paris rejoindre sa maîtresse, la fraîche Rosalie Duthé. Les courtisans auront alors ce mot d'esprit : « Le prince, ayant eu une indigestion de gâteau de Savoie, s'en va prendre du thé à Paris ».
En 1775, c'est au tour de Clotilde de France, sœur de Louis XVI et des deux comtes, d'épouser le duc de Savoie, Charles-Emmanuel IV de Sardaigne, frère de ses belles-sœurs et héritier du trône de Savoie. Le couple fut heureux, très lié, et uni par une piété solide et une foi sincère. À l'inverse de la dauphine et de la comtesse de Provence, Marie-Thérèse donne très rapidement des enfants à son époux. La comtesse engendre ainsi de possibles héritiers à la couronne. 
Sa grossesse puis la naissance, le 6 août 1775, du duc d'Angoulême, sont largement fêtées bien que cela consterne la reine et la comtesse de Provence. Trois enfants suivront, mais une de ses grossesses, en 1782, paraît suspecte. Les rapports entre les deux époux sont de très longue date inexistants. L'on suspecte un garde du corps que Louis XVI envoie servir aux colonies, ce à quoi Madame Adélaïde rétorque alors qu'« il faudrait y envoyer toutes les compagnies ». 
Pardonnée par son époux mais encore davantage discréditée, la comtesse d'Artois met alors au monde à huit mois de grossesse une fille, Mademoiselle d'Angoulême, qui ne vivra que six mois.

### Personnalité

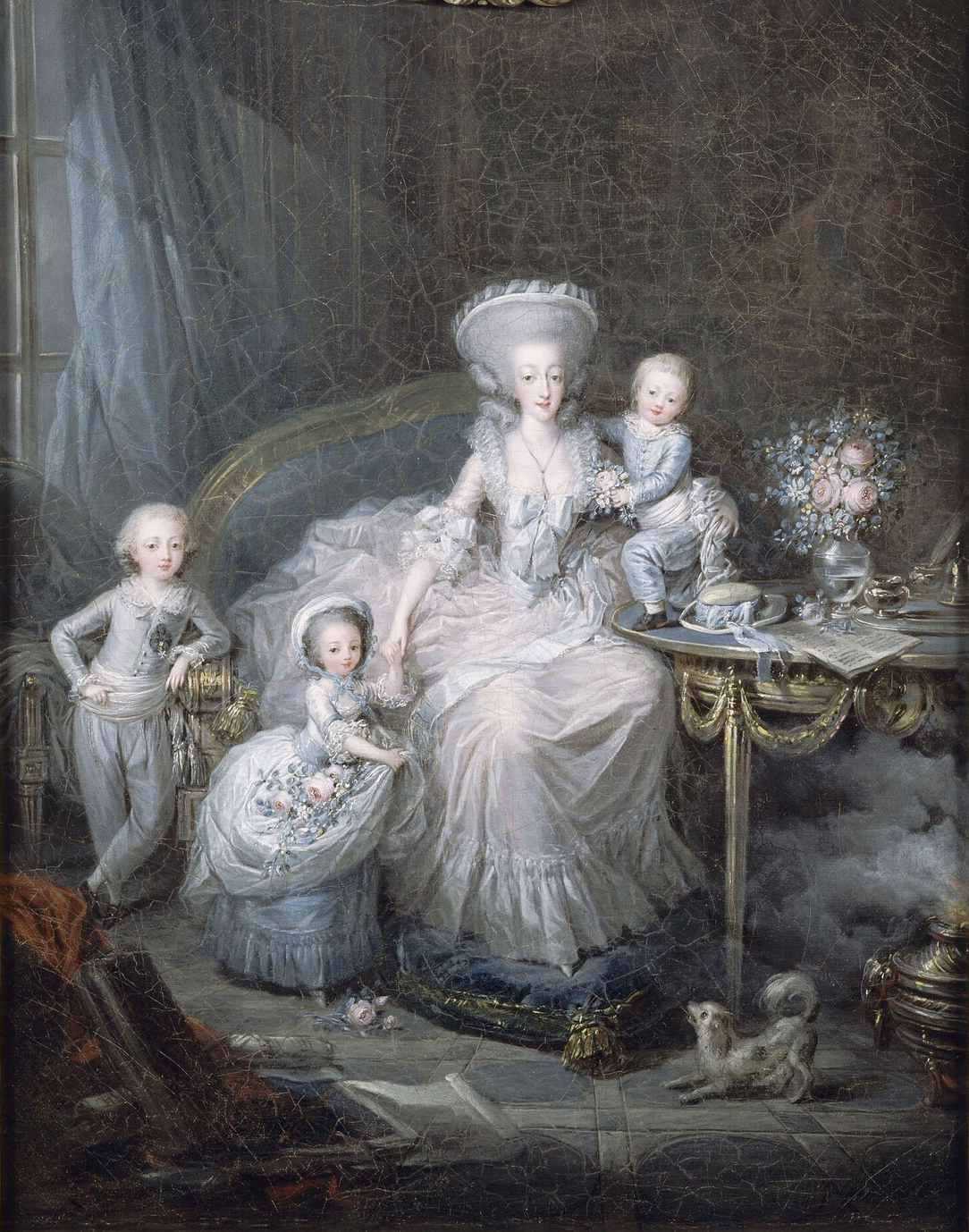
La comtesse d'Artois et ses enfants par Charles Le Clerq, entre 1780 et 1782.

Dotée de peu d’esprit et de peu de beauté selon ses contemporains, d'une timidité qui ne pouvait que nuire à la vie de représentation qui était la sienne, elle est l’un des membres les moins aimés de la famille royale à la cour, quoique sa belle-sœur, Marie-Antoinette d'Autriche, fut également discréditée, même si les raisons furent différentes. Marie-Thérèse, excessivement timide et désireuse de ne pas faire parler d'elle, gravitant dans le cercle rigide et bigot de Mesdames, n'avait pas les qualités nécessaires pour réellement plaire à la cour très superficielle, mais très spirituelle du château de Versailles. 

### Révolution française
Malgré son brillant mariage, la comtesse d’Artois ne devient néanmoins jamais reine : en effet, elle émigre avec son mari peu après la prise de la Bastille et rejoint sa famille à Turin. Son époux la quitte en 1795, et il rappelle peu après ses fils auprès de lui pour servir dans l'armée des émigrés de Coblence. Marie-Thérèse reste alors à Turin avec son père, puis son frère qui devient roi au décès de ce dernier. La comtesse fuit ensuite devant les troupes républicaines en décembre 1798 et se réfugie d'abord à Klagenfurt, puis se dirige à Graz. 
C'est dans cette ville qu'après une quasi inexistence à la cour, elle meurt dans un certain dénuement, fatiguée et mentalement ébranlée, souffrant d'épisodes paranoïaques, en 1805, à l’âge de 49 ans. Elle n'avait plus vu son époux et son fils aîné depuis l'exil de Turin, et ne rencontra le duc de Berry que très brièvement. Marie-Thérèse est enterrée à Graz dans le mausolée impérial sis[Quoi ?], joint à la cathédrale Saint-Gilles de Graz. Quant à son cœur, il a, selon sa volonté, été enterré dix ans après dans le caveau de sa belle-sœur Clotilde à Naples.

## Descendance
Quatre enfants naissent du mariage de Marie-Thérèse de Savoie et de Charles-Philippe de France, les derniers Bourbons « en ligne directe » :
1. Louis de France, duc d’Angoulême ; il épouse en 1799 sa cousine Marie-Thérèse de France, fille des défunts Louis XVI et Marie-Antoinette ;
2. Mademoiselle d'Artois (1776-1783), souvent appelée à tort Sophie ;
3. Charles-Ferdinand d’Artois, duc de Berry ; il épouse Caroline de Bourbon-Siciles (avec notamment Henri d’Artois comme fils posthume) ;
4. Mademoiselle d'Angoulême (1783), non-baptisée, souvent appelée à tort Marie-Thérèse.